# Tube Nixie
Pour les articles homonymes, voir Nixie.
Un tube Nixie est un composant électronique utilisé pour l'affichage de chiffres et d'autres informations. Il est constitué d'un tube de verre qui contient une anode en fil grillagé, et plusieurs cathodes qui ont la forme de symboles à afficher. Le tube est rempli d'un gaz à basse pression, d'habitude composé principalement de néon et souvent un peu de vapeur de mercure et/ou d'argon (on parle de mélange de Penning). Lorsqu'on applique une tension sur une cathode, celle-ci s'entoure d'un halo orange dû aux décharges dans le gaz.
Le terme "Nixie" est dérivé de "NIX I" ("Numeric Indicator eXperimental No. 1"). il fut introduit en 1954 par Burroughs Corporation.

Les dix chiffres d'un tube Nixie Z560M.

## Description
Bien qu'un tube Nixie ressemble à un tube à vide, son fonctionnement n'est pas fondé sur l'émission thermoïonique d'électrons à partir d'une cathode chauffée. On a donc affaire à un tube à cathode froide, ou une variante de la lampe néon. Ces tubes dépassent rarement 40 °C, même dans les conditions de fonctionnement les plus défavorables, dans une pièce à température ambiante.
Le plus souvent, les tubes Nixie possèdent dix cathodes qui ont la forme des chiffres arabes de 0 à 9, complétés parfois par un ou deux séparateurs de décimales. Il existe également des modèles qui peuvent afficher des lettres et symboles divers. Une variante, appelée pixie tube en anglais, comporte des masques stencil percés de trous en forme de chiffres en lieu et place des cathodes susmentionnées. Certains tubes Nixie d'origine soviétique, par exemple l'IN-14, utilisaient la même forme d'électrode pour le 2 et le 5, probablement pour réduire les coûts de fabrication, car il n'y a pas de raison technique ou esthétique évidente pour ce choix.
On obtient un halo rouge-orangé caractéristique des tubes néon en appliquant une tension continue d'environ 170 V, sous quelques milliampères, entre une cathode et l'anode. La limitation du courant est habituellement réalisée à l'aide d'une résistance d'anode de quelques dizaines de milliers d'ohms. Tous les modèles n'ont pas exactement la même couleur, en raison des différences dans les matériaux et les mélanges gazeux utilisés. Des tubes à longévité accrue sont apparus ultérieurement, dans lesquels le gaz contient plus de mercure de façon à réduire la pulvérisation. Ces tubes se reconnaissent à leur teinte violette.

## Applications et durée de vie

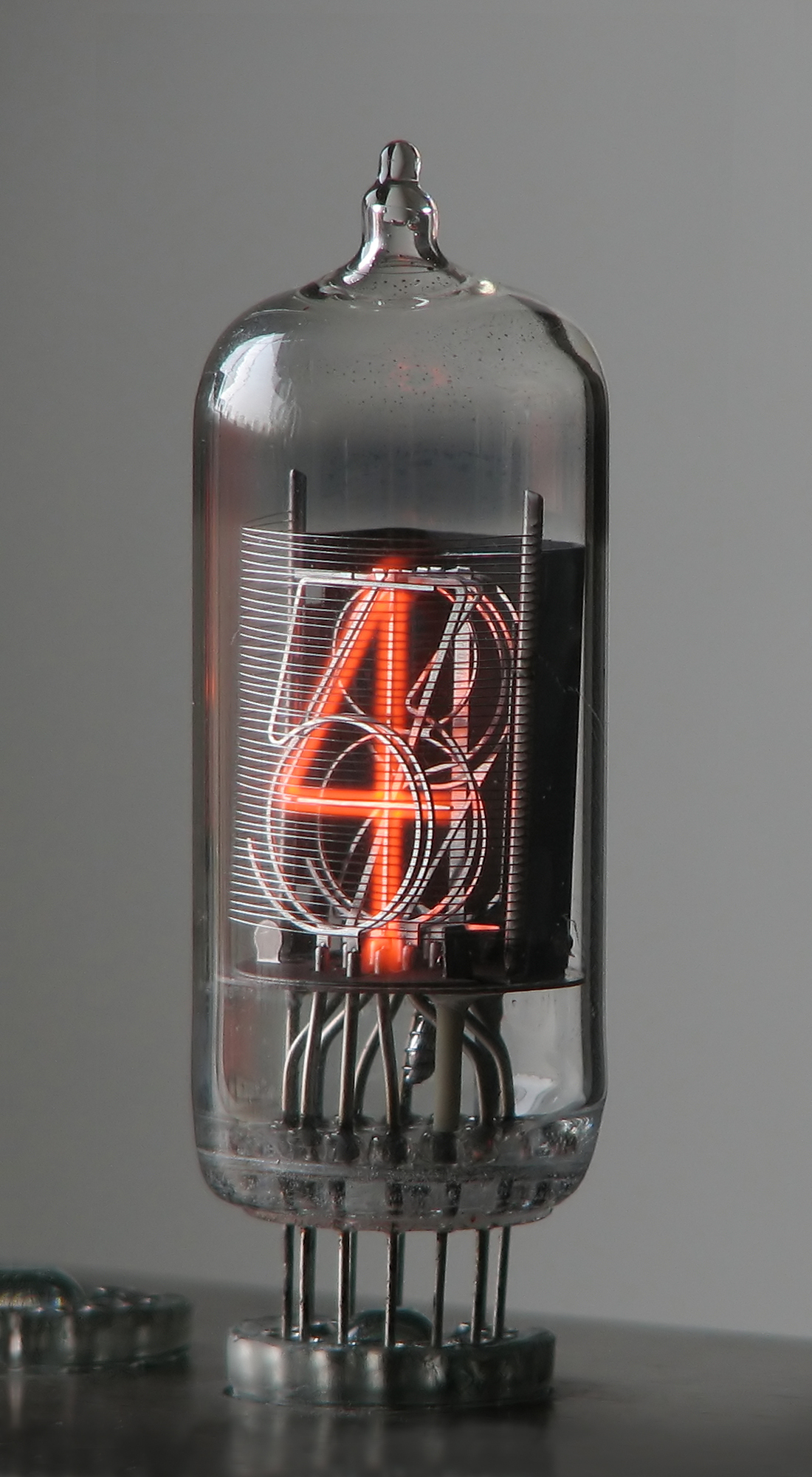
Sur cette photographie, on voit clairement la façon dont les chiffres sont empilés dans un tube Nixie.

Les tubes Nixie étaient utilisés pour réaliser des afficheurs numériques pour les premiers modèles numériques de voltmètres, de multimètres, de fréquencemètres, et de nombreux autres appareils techniques. Ils ont également été mis en œuvre dans de coûteux chronomètres utilisés dans des établissements militaires et de recherche. Ils ont équipé de nombreuses calculatrices de bureau lors des débuts de ces dernières, notamment la première d'entre elles, la Sumlock-Comptometer ANITA Mk VII sortie en 1961. Plus tard, des versions alphanumériques sous forme d'afficheurs 14 segments furent utilisées sur les tableaux d'arrivées/départs des aéroports, ainsi que pour l'affichage des cours de la bourse. Certains ascenseurs utilisaient eux aussi des tubes Nixie pour afficher les numéros des étages. Des modèles de balances électroniques en étaient équipées pour l'affichage des poids et des prix.

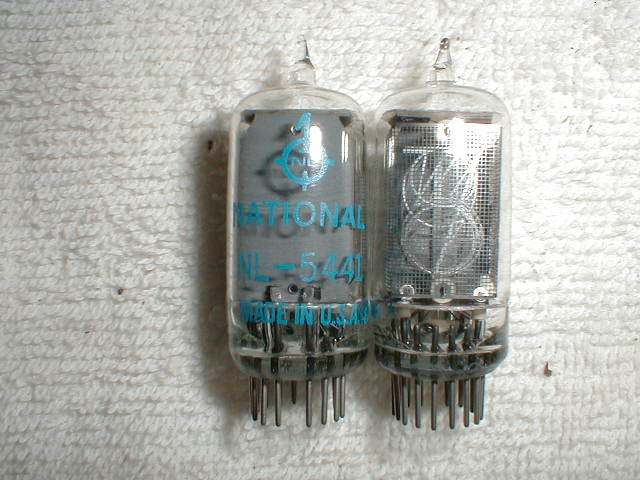
Deux tubes Nixie modèle NL-5441.

La durée de vie moyenne des tubes Nixie variait de 5 000 heures pour les premiers modèles, jusqu'à 200 000 heures ou plus pour les derniers modèles produits. Il n'existe pas cependant de définition formelle de la « fin de vie » d'un tube Nixie, sauf en cas de défaillance mécanique. Certains considèrent un tube comme hors d'usage lorsque la lumière émise est réduite de 50 %. Cependant, d'autres considèrent comme hors d'usage les tubes qui présentent des dépôts sur les cathodes, bien que cela n'empêche généralement pas d'utiliser le tube. Les tubes Nixie sont sujets à de multiples avaries, dont :
- les cassures ;
- les fissures et les fuites de l'ampoule, ce qui permet à l'air ambiant d'y pénétrer ;
- les dépôts sur les cathodes, qui empêchent des parties de caractères ou des caractères entiers de s'illuminer ;
- une tension de décharge trop élevée, ce qui provoque des tremblotements de la lumière, ou même empêche l'illumination ;
- la pulvérisation du métal des électrodes sur l'ampoule, ce qui empêche de voir les cathodes ;
- des courts-circuits ou des ouvertures intempestives de circuits internes peuvent être dus à une mauvaise manipulation ou à la pulvérisation.

L'utilisation de tubes Nixie hors de leur plage de fonctionnement nominale (en termes de paramètres électriques) accélère leur dégradation, en particulier un courant trop fort qui augmente la pulvérisation des électrodes. Dans quelques cas extrêmes, la pulvérisation a même été jusqu'à la désintégration complète des cathodes.
Pour preuve de la longévité des tubes Nixie, et de celle des appareils qui les mettaient en œuvre, en 2006 plusieurs fournisseurs continuaient de proposer des tubes Nixie courants en tant que pièces de rechange, neufs et dans leur emballage d'origine. On trouve encore une profusion d'appareils à tubes Nixie en excellent ordre de marche, malgré une utilisation assez intensive au cours des 30 ou 40 dernières années. On trouve certains appareils dans des surplus pour des sommes modiques. En Union soviétique, on a fabriqué en masse des tubes Nixie jusqu'à la fin des années 1980, c'est pourquoi les tubes Nixie de Russie et d'Europe de l'Est sont en général plus faciles à trouver et meilleur marché.
À l'exception de quelques modèles spécialement fabriqués sans mercure, les tubes Nixie ne sont pas autorisés dans les sous-marins de l'US Navy car ils contiennent du mercure.
Un avantage des tubes Nixie est que ses cathodes ont des formes dessinées de façon à respecter la typographie, à être lues facilement. Dans la plupart des modèles, elles ne sont pas placées dans l'ordre numérique de l'arrière vers l'avant, mais disposées de façon que les cathodes situées en avant d'une cathode illuminée l'obscurcissent le moins possible.

## Historique

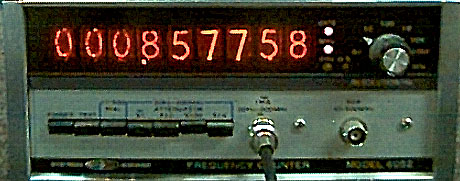
Fréquencemètre Systron-Donner de 1973 équipé d'un afficheur à tubes Nixie.

L'afficheur à tubes Nixie fut développé par un petit fabricant de tubes électroniques appelé Haydu Brothers Laboratories, et fut commercialisé en 1954 par Burroughs Corporation qui déposa la marque Nixie. Des composants similaires au fonctionnement semblable avaient été développés dans les années 1920, et les premiers tubes d'affichage produits en série avaient été diffusés à la fin des années 1930 par la société National Union Co. et Telefunken. Cependant, leur finition était moins aboutie, et ils ne purent trouver de débouchés importants jusqu'à ce que l'électronique numérique atteigne un niveau suffisant de développement dans les années 1950.
D'après un article paru en juin 1973 dans le magazine Scientific American (p. 66), le nom Nixie provient de l'abréviation « NIX I » utilisée chez Burroughs, et signifiant « Numeric Indicator eXperimental No. 1 ».
Burroughs diffusa même un autre tube Haydu qui servait de compteur numérique et pouvait directement commander un tube Nixie pour l'affichage. Ce tube fut appelé trochotron, puis tube compteur Beam-X Switch ou tube magnétron commutateur de faisceau, ce qui évoque sa similarité avec le magnétron à cavité. Des trochotrons étaient utilisés dans l'ordinateur UNIVAC 1101, ainsi que des horloges et des fréquencemètres.
Les premiers trochotrons étaient entourés d'un aimant cylindrique creux dont les pôles étaient situés aux extrémités. Il régnait à l'intérieur de l'aimant un champ dont les lignes étaient principalement parallèles, et parallèles à l'axe du tube. Il s'agissait d'un tube à vide, qui possédait une cathode centrale, dix anodes, et dix électrodes en forme d'aiguilles. Le champ magnétique et les tensions appliqués aux électrodes faisaient former une surface épaisse aux électrons qui se dirigeaient vers une seule des anodes (comme dans le magnétron à cavité). En appliquant une impulsion de largeur et de tension données aux aiguilles faisaient avancer la surface d'électrons à l'anode suivante, où elle demeurait jusqu'à l'impulsion suivante. On ne pouvait pas modifier le sens du comptage.
Les tubes produits ultérieurement, appelés Beam-X Switches, possédaient dix aimants cylindriques en alliage métallique. Ces aimants servaient aussi d'électrodes.
Les tubes compteurs à néon, généralement en base 10, avaient un fonctionnement globalement similaire. Une cathode parmi dix était illuminée ; on pouvait la voir à travers le haut de l'ampoule. Deux groupes de cathodes, dix par groupe, placées entre les cathodes indicatrices, déplaçaient l'illumination à la cathode suivante, en deux sauts. Dekatron était une marque britannique très répandue.
Certains afficheurs semblables aux tubes Nixie mais fabriqués par d'autres sociétés possédaient des noms variés, tels que Numicator ou Digitron. Le terme générique approprié était tube d'affichage au néon et à cathode froide, mais la marque tube Nixie fut rapidement utilisée comme nom. Des centaines de variantes des tubes Nixie furent fabriquées par de nombreux constructeurs des années 1950 aux années 1990.
À la même époque existaient d'autres technologies d'affichage :
- transparents rétro-éclairés (« affichages de thermomètres »), tube lumineux, affichage à guide lumineux (à rétroprojection ou illuminé sur les côtés). Ces techniques utilisaient des lampes à incandescence ou au néon pour l'illumination ;
- les afficheurs Numitron à filament incandescent[1] ;
- les afficheurs fluorescents.

Avant que les tubes Nixie ne se répandent, la plupart des afficheurs numériques étaient mécaniques, basés sur des commutateurs rotatifs, soit directement en reliant les rotors à des cylindres où étaient imprimés les chiffres, soit indirectement en connectant la sortie des commutateurs à des lampes indicatrices. Plus tard, quelques horloges d'anthologie ont même utilisé des commutateurs rotatifs pour piloter des tubes Nixie.
Les tubes Nixie ont été supplantés dans les années 1970 par les diodes électroluminescentes (LED) et les afficheurs fluorescents (VFD), souvent sous la forme d'afficheurs sept segments. Les afficheurs fluorescents étaient plus simples que les tubes Nixie, plus lumineux, et surtout l'absence de la structure cathodique complexe permettait d'augmenter la résolution.
Les LED étaient mieux adaptées aux basses tensions utilisées par les circuits intégrés, ce qui était un avantage décisif (et parfois essentiel) pour des appareils portables qui apparaissaient à cette époque : calculatrices de poche, montres numériques et appareils de mesure portables. De plus, les LED étaient plus petites et plus robustes car elles ne possédaient pas d'ampoule scellée. Elles consommaient moins que les afficheurs fluorescents et les tubes Nixie. Cependant, ce n'est qu'une décennie plus tard qu'elles purent rivaliser avec les afficheurs fluorescents en termes de luminosité.

## Retour en grâce des tubes Nixie

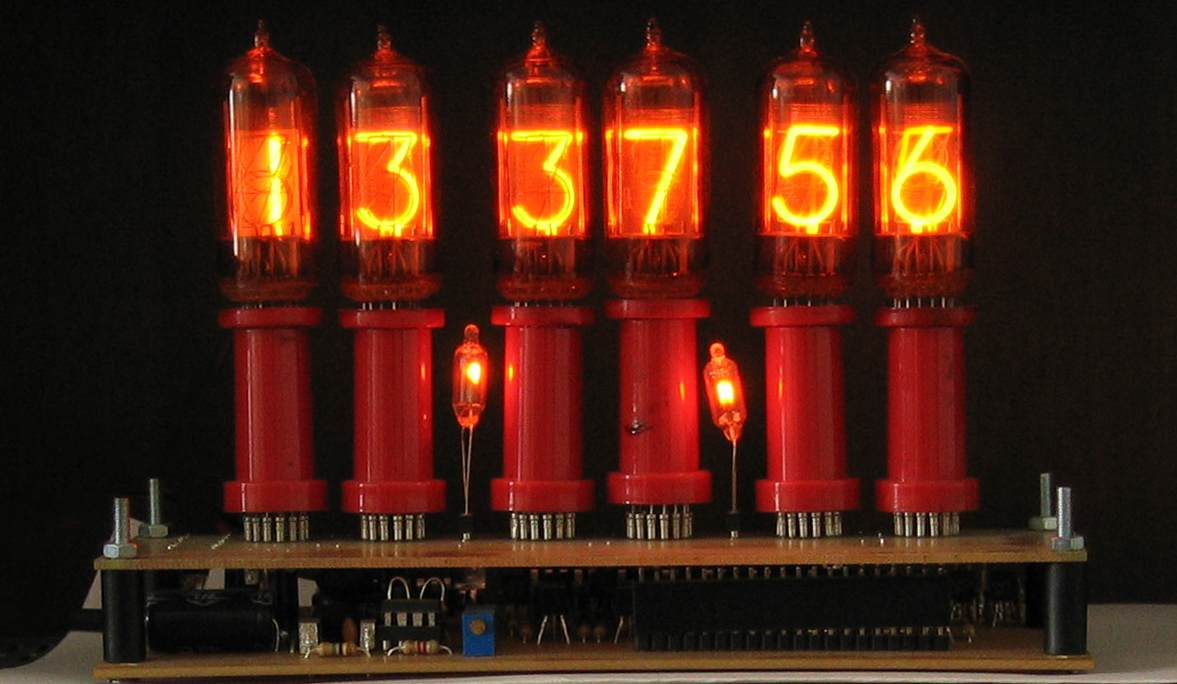
Une horloge à tubes Nixie.

Un nombre significatif d'électroniciens amateurs, tout à la fois peu convaincus par l'esthétique des afficheurs modernes et nostalgiques du style des technologies d'autrefois, se sont récemment intéressés aux tubes Nixie. Les tubes invendus qui avaient été stockés dans des entrepôts pendant des décennies ont brusquement trouvé acheteurs et utilisateurs. Le plus souvent, ils sont mis en œuvre dans des horloges de conception personnelle. Ironiquement, à l'époque de leur gloire, on considérait généralement les tubes Nixie comme trop chers pour être utilisés sur le marché grand public, notamment pour fabriquer des horloges. Cet accroissement récent de la demande a provoqué une forte hausse des prix, en particulier ceux des grands modèles de tubes. Le modèle le plus grand utilisé par les collectionneurs, le Rodan CD-47/GR-414 (haut de 220 mm), s'est vendu à plusieurs centaines de dollars pièce, mais il est très rare et seuls les acheteurs fortunés peuvent en dénicher dans quelques régions du monde. Entre 1998 et 2005, les prix des autres grands tubes Nixie (chiffres de plus de 25 mm) ont doublé ou triplé.
Outre le tube Nixie en soi, il est important de prendre en considération le circuit de pilotage du tube. L'une des méthodes de pilotage les plus répandues est d'utiliser le circuit intégré Texas Instruments SN74141, ou ses équivalents russes, les K155ID1 et KM155ID1 (respectivement en boîtiers plastique et céramique). Ce sont des décodeurs BCD pour le pilotage des tubes Nixie. Cela fait longtemps qu'ils ne sont plus fabriqués, de même que les tubes qui leur correspondaient.

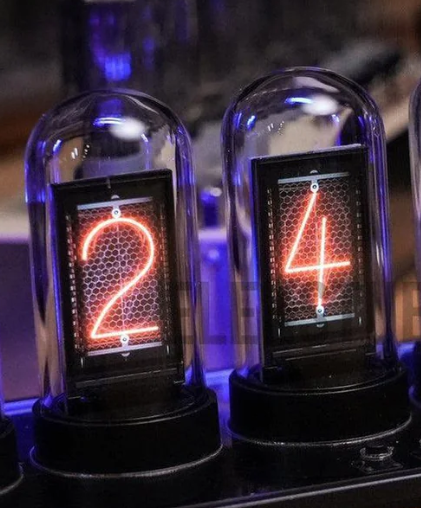
La pendule EleksTube de EleksMaker

L'engouement pour le look vintage de ces tubes a inspiré certains fabricants qui proposent des répliques de pendules digitales utiilisant des mini-afficheurs LCD à la place de vrais tubes Nixie.

## Production contemporaine (2011 ...)

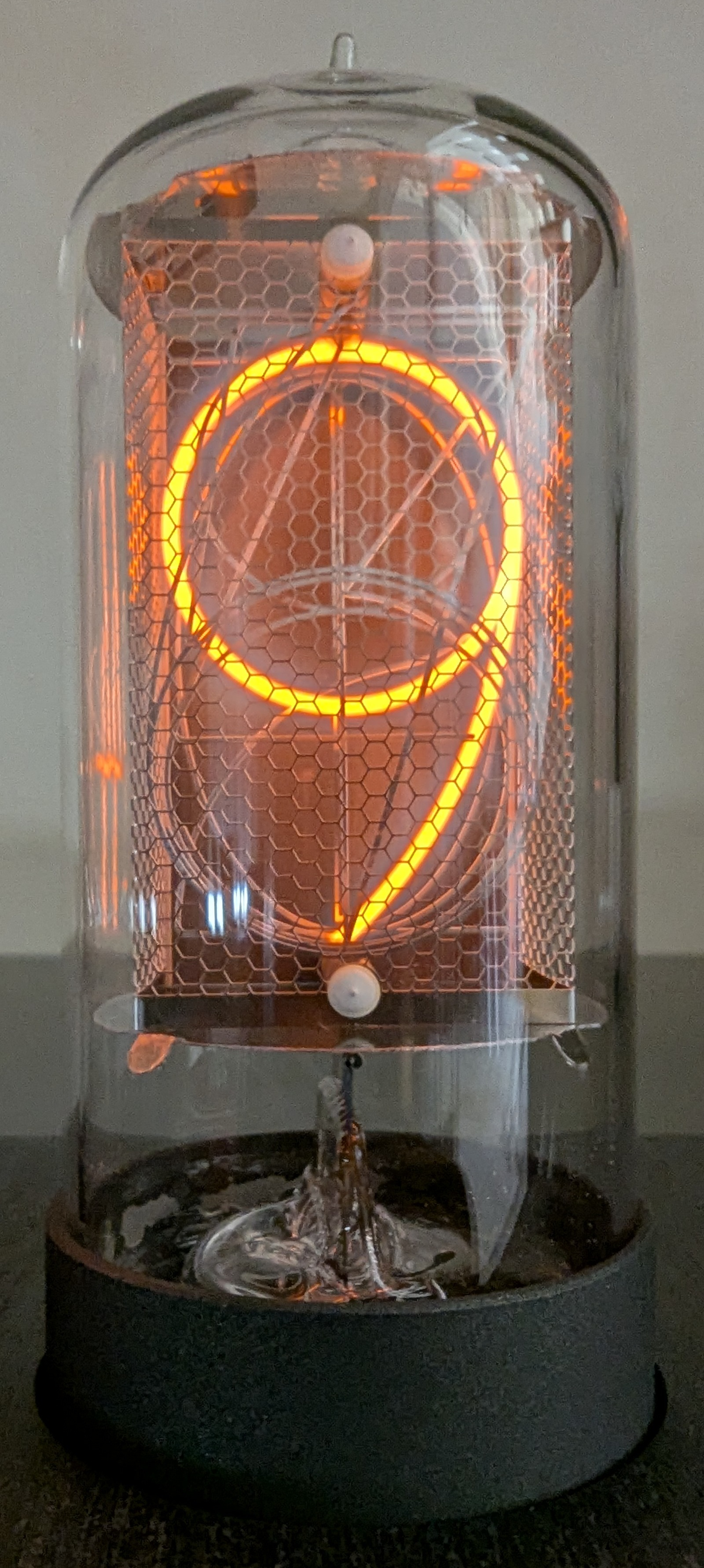
Un tube Nixie R\Z568M fabriqué par Dalibor Farny

En 2024 il existe un fabricant de tubes Nixie, basé en Tchéquie. Depuis 2011, Dalibor Farny s'est lancé dans la refabrication de tubes Nixie, au début comme un loisir puis comme une activité commerciale. Il produit environ 2.000 horloges par an, mais vend aussi les tubes indépendamment.